# Marian Kampik
Marian Paweł Kampik (ur. 8 grudnia 1964 w Rydułtowach) – polski elektrotechnik, specjalista w zakresie metrologii elektrycznej, inżynier, profesor nauk technicznych, wykładowca akademicki, kierownik Katedry Metrologii, Elektroniki i Automatyki, członek Senatu Politechniki Śląskiej, dziekan Wydziału Elektrycznego Politechniki Śląskiej.

## Życiorys
Studia magisterskie na Wydziale Elektrycznym Politechniki Śląskiej ukończył w 1988 r. Po studiach podjął pracę jako asystent w Instytucie Metrologii, Elektroniki i Automatyki na tym samym wydziale. Stopień doktora nauk technicznych w dyscyplinie elektronika uzyskał w 1996 na podstawie pracy pt. Termiczny przetwornik wartości skutecznej z piezorezonansowym czujnikiem termometrycznym przeznaczony do wzorcowego transferu AC-DC zrealizowanej pod kierunkiem prof. Tadeusza Skubisa. W 2010 r. uzyskał stopień naukowy doktora habilitowanego nauk technicznych w dyscyplinie elektrotechnika, a od 2012 objął kierownictwo Instytutu Metrologii, Elektroniki i Automatyki (przekształconego w 2019 w Katedrę).  Tytuł naukowy profesora otrzymał w 2017 roku. Z dniem 1 września 2020 powołany przez Rektora Politechniki Śląskiej, prof. Arkadiusza Mężyka na funkcję Dziekana Wydziału Elektrycznego na czteroletnią kadencję. Funkcję tę pełni również w kadencji 2024–2028.

## Osiągnięcia naukowe
Autor ponad 300 publikacji naukowych, w tym 3 monografii. Promotor 4 ukończonych prac doktorskich i ponad 50 prac magisterskich i inżynierskich. Stypendysta DAAD w latach 1993-1995 oraz w 1999. Laureat zespołowej nagrody Siemensa za pracę pt. Komparator etalonów indukcyjności własnej w 2003 r. W 2020 r. otrzymał dwa wyróżnienia oraz Złoty Medal Institute of Electrical and Electronics Engineers (IEEE) za aktywność publikacyjną w czasopiśmie „IEEE Transactions on Instrumentation and Measurement”. Jego zainteresowania naukowe obejmują dokładne pomiary wielkości elektrycznych, sensorykę oraz zagadnienia związane z cyfrową syntezą sygnałów pomiarowych.
Były przewodniczący i aktualny członek Komisji Metrologii PAN Oddziału w Katowicach, Polskiego Towarzystwa Elektrotechniki Teoretycznej i Stosowanej, Polskiego Towarzystwa Techniki Sensorowej i Stowarzyszenia Elektryków Polskich. Odznaczony, między innymi, srebrnym i złotym Krzyżem Zasługi (odpowiednio w 2005 i 2018), Medalem Komisji Edukacji Narodowej (2016), srebrnym Medalem za Długoletnią Służbę (2012) oraz odznaką Zasłużonemu dla Politechniki Śląskiej (2006).